# PIZZICATO POLKA
『PIZZICATO POLKA 〜彗星幻夜〜』（ピチカートポルカ すいせいげんや）は、2003年12月12日にぱじゃまソフトから発売されたパソコンゲームソフト。
2004年6月17日には『PIZZICATO POLKA 〜縁鎖現夜〜』（ピチカートポルカ えんさげんや）としてPlayStation 2、ドリームキャストに移植された。

## あらすじ
アルプス山脈のふもとの観光都市ヘクセンブルグ。日本人学生の達也は民俗学の研究のため、この街の大学に留学する。だが、彼の渡航にはもうひとつの目的があった。数か月前にヘクセンブルグで行方不明になった先輩の生島静香を探しに来たのである。
先輩の手がかりを求める達也は、若い女性を狙った連続殺人事件の発生を知り、彼女の身を危ぶむ。真相の鍵を握るのは、ヘクセンブルグに語り継がれる魔女伝説と、夜空をよぎる彗星の光……。

## 登場人物
声の表記は「PC / PS2,DC」
鼓達也（つづみ たつや）
主人公。日本の大学生。ヘクセンブルグに留学し、以後消息を絶った先輩・生島静香の捜索のため、ヘクセンブルグへの留学を決意した。
ステラ
声 : 赤白杏奈 / 麻見順子
達也の住む下宿の隣人。音楽大学に通っており、学費を稼ぐために広場でバイオリンを奏でながら花売りをしている。
ヘンリエッタ・エステルハージ
声 : 矢沢泉 / 安田未央
ヘクセンブルグ大学での達也の指導教官。優秀な教師だが、ドジっ子。
ニコ
声 : 神村ひな / 佐藤美佳子
凄腕の煙突掃除屋。だがその実態は、観光客専門のスリ。
ミリアム
声 : 成瀬未亜 / 同左
教会で出会う、物静かな少女。他人との接触を嫌っている。
琴梨（ことり）
声 : 鷹月さくら / 田口宏子
達也の妹。まじめでしっかり者。日本を旅立つ達也を空港で見送り、その後は電話で連絡を取り合うが……。
『縁鎖現夜』には彼女を主人公に据えたシナリオが収録されている。

## スタッフ
- シナリオ：こいずみわたる、田中ロミオ（PS2,DC）
- キャラクターデザイン：娘太丸
- 音楽：OdiakeS

## テーマソング
- PC版オープニングテーマ : Lost in Love
  - 作詞 : DigitalCat、作曲・編曲 : OdiakeS / 歌 : みとせのりこ
- PC版エンディングテーマ : ロマーニに捧げるレクイエム〜レクイエム・ロマーニ
  - 作曲・編曲 : OdiakeS / 作詞・歌 : みとせのりこ
- PS2・DC版オープニングテーマ : SchwaltzNacht
  - 作詞：みとせのりこ、作曲・編曲 : 井上俊彦 / 歌 : kirche